# Басиев, Олег Александрович
Олег Александрович Басиев — советский государственный и политический деятель, председатель Президиума Верховного Совета Северо-Осетинской АССР.

## Биография
Родился 18 февраля 1919 года. Член ВКП(б) с 1947 года.
С 1941 года — на общественной и политической работе. В 1941—1981 гг. — участник Великой Отечественной войны, в РККА, ассистент кафедры коневодства, секретарь Бюро ВКП(б) — КПСС Новочеркасского зооветеринарного института, 2-й секретарь Целинского районного комитета КПСС, 1-й секретарь Дубовского районного комитета КПСС, инструктор Отдела ЦК КПСС, председатель Совета Министров Северо-Осетинской АССР, председатель Президиума Верховного Совета Северо-Осетинской АССР.
Избирался депутатом Верховного Совета СССР 6-го, 7-го, 8-го созывов, Верховного Совета РСФСР 9-го и 10-го созывов.
Умер после 1985 года. 